# آبشار ویر
آبشار ویر (به انگلیسی: Weir's Falls) آبشاری است که در همیلتون (انتاریو)، کانادا واقع شده و ارتفاع کلی ریزشگاه آن ۳٫۴ متر (۱۱ فوت) است.